# Folcuin van Lobbes
Folcuin van Lobbes (Latijn: Folcuinus Lobiensis) (ca. 935 – 16 september 990) was een 10e-eeuwse benedictijnse monnik, abt en auteur. Hij begon als monnik in de Abdij van Sint-Bertinus in Sint-Omaars. Daarna was hij van 965 tot 990 abt van de Abdij van Lobbes in Henegouwen. Hij was tevens de auteur van verschillende historiografische werken.

## Biografie
Zijn ouders vertrouwden hem toe als oblaat aan de Abdij van Sint-Bertijns in 948. Hij legde er zich toe op studie en werd er in 961 als diaken gewijd. In de jaren 961/962 schreef hij op aandringen van zijn abt de Gesta abbatum Sithiensium. De bisschop van Luik vertrouwde hem vervolgens de leiding van de Abdij van Lobbes toe. Op Kerstmis 965 werd hij in Keulen, nauwelijks dertig jaar, in aanwezigheid van keizer Otto I, door bisschop Ingelramnus van Kamerijk tot abt gewijd. Hij had enkele conflicten met zijn gemeenschap van monniken, en in 971 werd hij als abt afgezet, maar na een jaar gerehabiliteerd. Op aanvraag van de abt van Sint-Bertijns schreef hij een vita van zijn verwant Folcuin van Terwaan, en rond 980 de Gesta abbatum Lobiensium. Bij zijn dood, in 990, werd hij bijgezet in de abdijkerk van Lobbes.

## Werken
- Gesta abbatum Sithiensium: een geschiedenis van de abten van Sint-Bertijns in St.-Omaars (Sithiu is de oude naam van Sint-Omaars). Het verhaal van Folcuin begint met de stichting van de abdij in 645, onder impuls van Audomarus, bisschop van Terwaan, tot in 962. Het geschiedenisverhaal werd later voortgezet door Simon van Gent († 1148), abt van Sint-Bertijns, en door twee anonieme auteurs, tot in 1187.
- Gesta abbatum lobiensium behandelt de geschiedenis van de abdij van Lobbes, vanaf de stichting van het eerste heiligdom door Sint-Landelinus in 638, tot in 980.

Beide werken zijn chronologische verhalen, georganiseerd volgens de opeenvolgende abten, met hier en daar vermelding van oorkonden, die het statuut, de bezittingen en de privilegies van de instelling, maar ook een overzicht van de belangrijkste eigentijdse gebeurtenissen.
- Vita Folcuini episcopi Morinensis
- Miracula Ursmari Lobiensis

## Trivia
In de Wijk Savelkoul in Mortsel is er een plein naar hem vernoemd, het Lobbesplein.

## Uitgaven
- Gesta abbatum Sithiensium, ed. Oswald Holder-Egger, in: Monumenta Germaniæ Historica. Scriptores, XIII, p. 600-635.
- Gesta abbatum Lobiensium, ed. Georg Heinrich Pertz, in: Monumenta Germaniæ Historica. Scriptores, IV, p. 52-74.
- Vita Folcuini episcopi Morinensis, ed. Oswald Holder-Egger, in: Monumenta Germaniæ Historica. Scriptores XV, p. 423-430

## Vertalingen
- (fr)  H. Berkans en J.-L. Wankenne, Folcuini Gesta abbatum Lobiensium. Folcuin Actes des abbés de Lobbes - Gesta abbatum Lobbiensium continuata. Actes des abbés de Lobbes continuation de ceux de Folcuin, Cahiers de Thudine, 2 (Lobbes, 1993) 7-75.